# TV Globo
TV Globo (estilizado tvglobo) é uma rede de televisão comercial aberta brasileira. Possui 123 emissoras próprias e afiliadas, além da transmissão no exterior pela TV Globo Internacional e de serviço mediante assinatura no país. Seu sinal também é disponibilizado na internet pelo serviço de vídeo sob demanda Globoplay. É assistida por mais de 200 milhões de pessoas diariamente, sejam elas no Brasil ou no exterior.
É a segunda maior rede de televisão comercial do mundo, atrás apenas da norte-americana American Broadcasting Company (ABC), A emissora pertence à Globo, empresa integrante do grupo de mesmo nome. Possui o alcance de 98,60% do território brasileiro, cobrindo 5 490 municípios e cerca de 99,55% do total da população brasileira. É também uma das maiores produtoras de telenovelas do mundo.
Apesar de em 5 de janeiro de 1951, durante o Governo Eurico Gaspar Dutra, a Rádio Globo ter requerido pela primeira vez uma concessão de televisão, foi somente em julho de 1957, que o então presidente Juscelino Kubitschek aprovou sua concessão; no fim de dezembro do mesmo ano, o Conselho Nacional de Telecomunicações publicou um decreto que concedeu o canal 4 do Rio de Janeiro à TV Globo Ltda. Em 26 de abril de 1965 a emissora começou a funcionar e foi fundada pelo jornalista Roberto Marinho. Um ano após iniciar as suas operações, era a quarta maior emissora do país em audiência, subindo posições gradativamente até alcançar a liderança em 1969.
Sua sede administrativa encontra-se no bairro Jardim Botânico, localizado na Zona Sul do município do Rio de Janeiro, onde também funciona o departamento de jornalismo. A estrutura de produção de sua programação, esporte e central técnica está concentrada no bairro Barra da Tijuca, na Zona Oeste do Rio (anteriormente o departamento de esportes e a central técnica, encontravam-se no Jardim Botânico com o jornalismo), o canal também conta com geração da programação nacional e estúdios de produção em São Paulo. Seus principais estúdios de produção denominados Estúdios Globo, localizam-se em Jacarepaguá, na Zona Oeste da cidade do Rio de Janeiro, que compreende o maior complexo televisivo da América Latina.

## História

### Antecedentes
Em 5 de janeiro de 1951, durante o governo de Eurico Gaspar Dutra, a Rádio Globo requereu sua primeira concessão de televisão. O requerimento foi analisado pela Comissão Técnica de Rádio, que emitiu um parecer favorável à concessão, aprovada pelo governo dois meses depois, no dia 13 de março. A essa altura, porém, o país tinha um novo presidente, Getúlio Vargas. Dois anos depois, em janeiro de 1953, contrariando o parecer da Comissão Técnica, Vargas voltou atrás e revogou a concessão. Foi somente em junho de 1957, que o então presidente Juscelino Kubitschek aprovou a concessão de TV para a Rádio Globo e, em 30 de dezembro do mesmo ano, o Conselho Nacional de Telecomunicações publicou um decreto concedendo o canal 4 do Rio de Janeiro à TV Globo Limitada.
Em 1962, um acordo assinado entre a Time-Life e o Grupo Globo proporcionou a Roberto Marinho o acesso a um capital de trezentos milhões de cruzeiros (seis milhões de dólares, segundo o documentário Beyond Citizen Kane), o que lhe garantiu recursos para comprar equipamentos e infraestrutura para a Globo.
No final de 1964 foram apresentadas à imprensa as primeiras instalações da emissora. Em plena ditadura militar, seu primeiro diretor de programação foi o capitão Abdon Torres, que garantiu aos jornalistas que quando a emissora entrasse no ar, a maioria dos programas já estaria pronta, gravados em videofita. A responsabilidade pela construção das instalações foi de três engenheiros, liderados pelo general Lauro de Medeiros. Seriam três estúdios, um auditório com quatrocentos lugares e outras dependências. Exceto o auditório no segundo andar, o público não teria acesso a nenhuma outra dependência. Os produtores Haroldo Costa e Domingos de Oliveira já tinham os planos prontos para vários programas, enquanto o diretor Graça Mello já havia selecionado dezenas de atores, apresentadores e locutores. Com essa estrutura, a emissora buscava ser a primeira em organização, dentre as demais no Rio de Janeiro.
A TV Tupi, na época a maior emissora do país, havia sido montada com um capital de trezentos mil dólares. O acordo foi questionado em 1965 por deputados federais na CPI da TV Globo, pois seria ilegal segundo o artigo 160 da Constituição da época, que proibia a participação de capital estrangeiro na gestão ou propriedade de empresas de comunicação. Segundo Marinho, o acordo previa apenas a assessoria técnica da Time-Life. A CPI terminou com parecer desfavorável à emissora, mas em outubro de 1967 o consultor-geral da República Adroaldo Mesquita da Costa emitiu um parecer considerando que não havia uma sociedade entre as duas empresas. Com isso, a situação da TV Globo foi oficialmente legalizada. Mesmo assim, Marinho resolveu encerrar o contrato com a Time-Life, ressarcindo o grupo através de empréstimos tomados em bancos nacionais e pondo fim ao acordo em julho de 1971.

### Fundação
A TV Globo foi oficialmente fundada no dia 26 de abril de 1965 às 10h45, com a transmissão do programa infantil Uni Duni Tê. Também estavam na programação dos primeiros dias a série infantil Capitão Furacão e o telejornal Tele Globo, embrião do atual Jornal Nacional. Os primeiros oito meses da TV Globo foram um fracasso, o que levou à contratação do paulista Walter Clark, na época com 29 anos, para o cargo de diretor-geral da emissora. Clark foi um dos grandes responsáveis pelo sucesso da emissora. Em janeiro de 1966, o Rio de Janeiro sofreu uma das suas piores inundações; mais de cem pessoas morreram e aproximadamente vinte mil ficaram desabrigadas. A cobertura da tragédia feita ao vivo pela TV Globo foi um marco na história da emissora, que fez sua primeira campanha comunitária, centralizando a arrecadação de doações em dois de seus estúdios. Nessa altura, a transmissão das imagens ainda era em preto e branco. Ainda naquele ano, a Globo chegou ao estado de São Paulo com a aquisição do canal 5 paulistano, que desde 1952, funcionava como a TV Paulista, e do canal 2 de Bauru, que desde 1960, funcionava como a TV Bauru, ambas de propriedade das Organizações Victor Costa. Em 5 de fevereiro de 1968, foi inaugurada a quarta emissora, em Belo Horizonte, e as retransmissoras de Juiz de Fora e de Conselheiro Lafaiete, além de um link de micro-ondas que ligava o Rio de Janeiro a São Paulo.

Roberto Marinho no início da carreira.

Foi nessa época que o governo federal, liderado pelo marechal Costa e Silva, deu prioridade ao desenvolvimento de um moderno sistema de telecomunicações, criando o Ministério das Comunicações e concedendo à população uma linha de crédito para a compra de televisores. Outro impulso foi um decreto elaborado pelo ministro Delfim Neto que isentou as empresas de rádio e televisão de imposto de importação sobre equipamentos, isto permitiu à empresa se renovar e, ao mesmo tempo, utilizar a cotação oficial do dólar para reduzir suas despesas de importação. Além disso, com o advento do videoteipe, a produção de programais locais foi logo se tornando escassa, sendo a maioria da programação produzida no Rio de Janeiro e em São Paulo, o que impulsionou as grandes emissoras dessas cidades a formarem redes nacionais. É nesse cenário que se dá o início da TV Globo como uma rede de emissoras afiliadas em 1° de setembro de 1969, quando entrou no ar o Jornal Nacional, primeiro telejornal em rede nacional, que é ainda hoje transmitido pela emissora e líder de audiência no horário. O primeiro programa foi apresentado por Hilton Gomes e Cid Moreira. Naquele mesmo ano, a Globo realizou sua primeira transmissão via satélite, ao exibir, direto de Roma, entrevista de Hilton Gomes com o Papa Paulo VI. No ano seguinte, durante a Copa do Mundo FIFA de 1970, no México, a emissora recebeu sinais experimentais em cores da Embratel. Dois anos depois, durante a exibição da Festa da Uva de Caxias do Sul, ocorreu a primeira transmissão oficial em cores da televisão brasileira. Com quatro emissoras em 1969 (Rio de Janeiro, São Paulo, Bauru, e Belo Horizonte), em 1973 já eram onze.
Em 28 de abril de 1974, o Jornal Nacional passou a ser transmitido em cores, três dias após ter iniciado suas coberturas internacionais pela Revolução dos Cravos. No mesmo ano, é transmitido o primeiro especial de fim de ano do cantor Roberto Carlos, ainda hoje uma tradição na emissora. Em 1975, a TV Globo passou a exibir boa parte de sua programação simultaneamente para todo o país, consolidando-se como rede de televisão. A partir desse momento, começou a construir o que ficaria conhecido como Padrão Globo de Qualidade. O horário nobre passou a preenchido com duas telenovelas de temática leve entre dois telejornais curtos e sintéticos (Praça TV e Jornal Nacional), uma telenovela de produção nobre e com enredo mais forte, que seria chamada a partir de então de "novela das oito" e a partir das 22h uma linha de séries, minisséries, filmes ou/e Globo Repórter. A estrutura de grade fixa é utilizada pela Globo até os dias de hoje.

### Expansão e liderança de audiência
Nesse período, a Globo enfrentou dificuldades à sua expansão. O regime militar negou ao grupo de Roberto Marinho pedidos para concessões de canais nas cidades de João Pessoa (PB) e Curitiba (PR). A emissora aponta isso como uma evidência de que fazia um jornalismo independente que às vezes se chocava com os interesses do governo e de que não obteve favores do regime. No entanto, uma passagem do livro Dossiê Geisel, uma compilação de papéis do arquivo pessoal do ex-presidente Ernesto Geisel, traz outra versão para a recusa do governo militar em conceder mais dois canais para o Grupo Globo. O regime teria começado a ficar preocupado com a monopolização do setor de telecomunicações pelo grupo de Roberto Marinho e tentou evitar que a empresa crescesse mais ainda. As emissoras próprias da Globo haviam sido compradas de particulares: em São Paulo e em Recife das Organizações Victor Costa e em Belo Horizonte de João Batista do Amaral. Até hoje as demais emissoras que compõem a rede são afiliadas, ou seja, são associadas, mas não são de propriedade do Grupo Globo. A censura não se limitava às notícias, atuava também no entretenimento. Foram inúmeros os casos de censura à dramaturgia da Globo. O mais sério foi o da proibição, a dois dias da estreia, da novela Roque Santeiro, em 1975. O prejuízo foi grande para a emissora: já haviam sido gravados 36 capítulos, com o custo de 500 mil dólares (em valores da época). Mas este não foi o único caso. Em dezembro de 1976, a novela Despedida de Casado também foi censurada na véspera de estrear, quando já estava com cerca de 30 capítulos gravados.

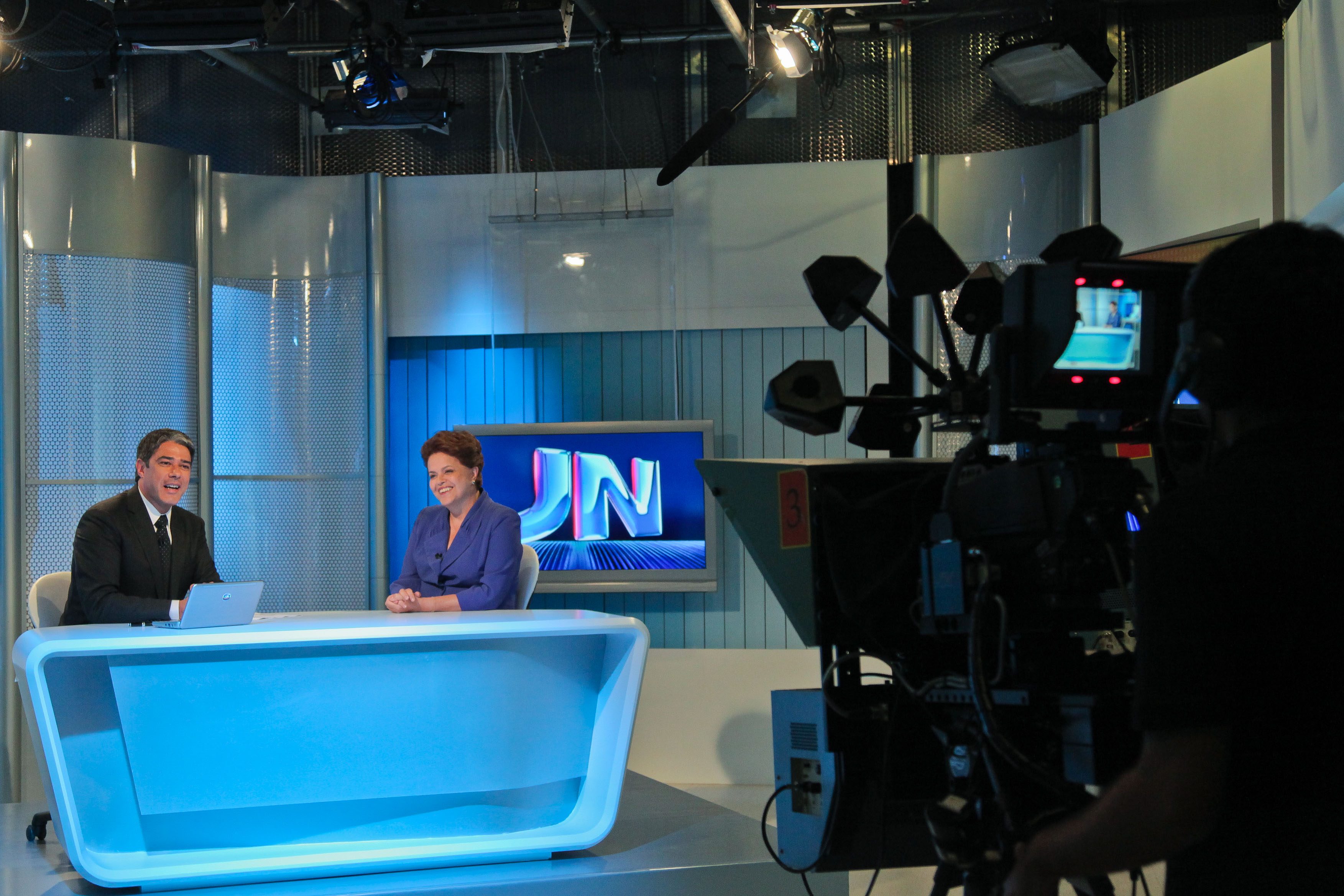
O apresentador William Bonner entrevistou a recém-eleita presidente Dilma Rousseff em novembro de 2010

A primeira telenovela exibida pela Globo no horário das 20 horas foi O Ébrio, de José Castellar, em 1965. Embora O Rei dos Ciganos, de Moysés Weltman, e A Sombra de Rebecca, de Glória Magadan, tenham sido exibidas no horário em 1966 e 1967, respectivamente, somente com a entrada de Janete Clair no roteiro de Anastácia, a Mulher sem Destino, originalmente de Emiliano Queiroz, que a estrutura que posteriormente se convencionaria como "novela das oito" se popularizou. Desde O Ébrio até Passione em 2010, foram exibidas 74 produções chamadas de "novela das oito", sendo que a partir de Insensato Coração em 2011, a emissora passou a denominar o produto como "novela das nove". Também em 1965 foi lançado o horário das 19 horas, com Rosinha do Sobrado, sendo exibidas 70 produções desde então. No horário das 18 horas, a primeira telenovela transmitida foi Meu Pedacinho de Chão, de Benedito Ruy Barbosa, em 1971. Mais de 60 produções foram ao ar após esta.
Entre 1965 e 1979, a Globo possuiu ainda um quarto horário (que passou a ser o quinto desde a estreia de Malhação em 1995) destinado à exibição de telenovelas, às 22h. A primeira produção exibida neste horário foi também a primeira telenovela a ser exibida pela emissora: Ilusões Perdidas, de Ênia Petri. Sinal de Alerta, de Dias Gomes, foi a última telenovela a ser exibida no horário durante aquele período. Em duas oportunidades o quarto horário foi "ressuscitado": Eu Prometo, de Janete Clair, foi exibida como "novela das dez" em 1983 e Araponga, de Dias Gomes, foi exibida em 1990 no horário das 21h30. A partir de 2011, houve uma nova denominação de novela na Globo, a "novela das onze" que anteriormente era a "novela das dez", sendo de certa forma uma tentativa da emissora de aumentar o índice de audiência no horário ocupado até então por minisséries, seriados e outros programas. A primeira novela exibida na faixa foi O Astro, remake da versão de 1977. Em 1976, a emissora exportou suas primeiras telenovelas.
Em 1977, toda a programação da emissora passou a ser em cores, antes restrita a telenovelas e telejornais. Nesse mesmo ano Walter Clark foi substituído pelo também paulista, Boni no cargo de diretor-geral. Em 1979 a Globo começou a desenvolver a tecnologia de efeitos especiais digitais. Em 1982, a emissora implantou a transmissão via satélite. Nos anos 1980 consolida-se na liderança da audiência com telenovelas como A Gata Comeu, Vereda Tropical e O Salvador da Pátria, e também minisséries como O Tempo e o Vento e O Pagador de Promessas. Em 1990, no entanto, enfrenta pela primeira e única vez desde o fim da Rede Tupi, concorrência na teledramaturgia com o sucesso da telenovela Pantanal da Rede Manchete. Nos anos 1990 a Globo realizou as primeiras experiências interativas da televisão, no Fantástico e no Você Decide, alcançando ainda novos recordes de audiência com as telenovelas Mulheres de Areia, A Viagem e A Próxima Vítima.

### Século XXI
Desde o início dos anos 2000, apesar de sucessos como Mulheres Apaixonadas, Senhora do Destino, Alma Gêmea e Da Cor do Pecado, a Globo registra constantes quedas em sua audiência. O aumento da renda provocou mudanças nos hábitos de consumo dos brasileiros no que diz respeito à televisão. As pessoas saem mais de casa e migram, ainda que de modo ligeiro, para a televisão por assinatura. Além disso, a internet tem atraído parte do público antes cativo das emissoras de televisão aberta. A média de audiência da Globo caiu de 56% em 2004 para 42% em 2013 na Região Metropolitana de São Paulo, principal mercado para os anunciantes. Ainda assim, a participação das emissoras em publicidade cresceu em 2012 e atingiu 65% do total de um montante de 19,5 bilhões de reais. Estima-se que a rede e suas afiliadas ficaram com 80% do valor, devido, em parte, ao sucesso das telenovelas Cheias de Charme e Avenida Brasil. Além disso, a verba publicitária do governo federal investida na emissora subiu de 370 milhões de reais em 2000 para 495 milhões em 2012.
Em 2018, o Grupo Globo iniciou um projeto chamado Uma Só Globo visando unificar as operações de TV Globo, Globosat, Globo.com e Globoplay em uma única estrutura. O projeto visava concentrar as operações dessas empresas anteriormente dispersas. A conclusão da primeira parte foi oficializada e anunciada em 2021. em 2018, algo similar havia sido feito com as empresas do grupo que atuam no mercado editoral, com a fusão da Editora Globo e as empresas de jornais Infoglobo e Valor Econômico.

## Identificação

### Logotipo

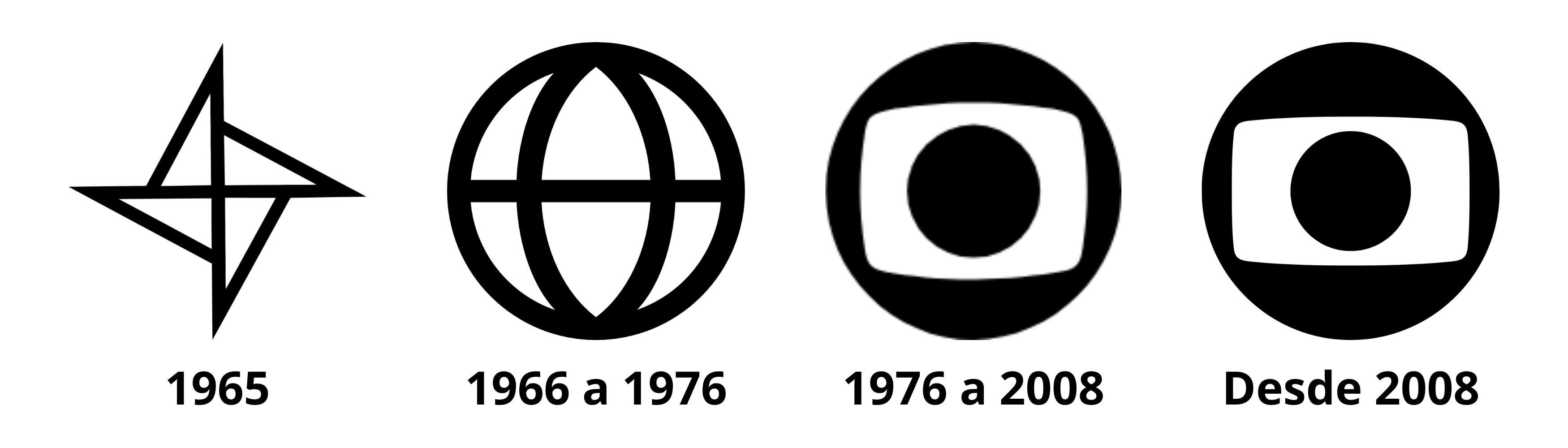
Cronologia de conceitos dos logotipos da TV Globo

O primeiro logotipo foi criado com a fundação da emissora em 1965. Inicialmente, era uma rosa-dos-ventos, cujas pontas lembram o número quatro, número da emissora no Rio de Janeiro. Foi criado por Aloísio Magalhães, um dos grandes responsáveis pela expansão do design no Brasil. Ele foi substituído em 1966, dando lugar a um círculo com três linhas geográficas, que faziam alusão a um "globo", que foi utilizado até 1976. No mesmo ano, ganhou uma variação pela qual esse logotipo ganhou, ao seu lado, nove anéis, representando as nove emissoras afiliadas da época, formando assim a "Rede Globo".
O primeiro conceito do logotipo atual foi apresentado em 1976. É composto de uma esfera azul com um retângulo de cantos arredondados e extremidades desiguais. Dentro desse retângulo, assenta-se uma pequena esfera de tamanho médio. O projeto é de autoria do designer austríaco Hans Donner e foi esboçado num guardanapo de papel. Segundo ele, a esfera representa o mundo e o retângulo uma tela de televisão que exibe o próprio mundo. Duas variações acinzentadas da marca a substituíram: em 1981 e 1983, respectivamente. A partir de 1985, em comemoração aos vinte anos da emissora, seu logotipo era o número vinte metálico tridimensional cujas laterais formavam o logotipo da Globo. Em 1986, o logotipo ganhou a forma tridimensional e multicor utilizada até hoje. A primeira variação consistiu numa esfera metálica oca com uma abertura retangular colorida (com faixas em azul, verde, amarelo e vermelho, representado a TV a cores) e a esfera menor posicionada em seu centro.
Em 1992, a esfera deixa de ser cinza e passa a ser azul-claro e perde o efeito opaco, ganhando reflexo, e o retângulo colorido passa a ser composto por um mosaico de triângulos. As linhas do reflexo sofreram pequenas alterações com as mudanças posteriores e duraram até 2008.
Em 1995, aos 30 anos da emissora, o logotipo da Globo foi apresentado de lado com o retângulo e a bola média simbolizando o número "0" e, o lado esquerdo, o "3".
Em 1996, o logotipo ganha mais brilho e perde o azul claro para um azul mais escuro. Durante o ano de 1999, a marca teve duas variações diferentes durante a campanha "Uma Nova Emoção a Cada Dia". Ambas foram alterações apenas na área do espectro colorido da tela, que ganhou ondulações de água sobre ela: uma com o efeito de uma gota num lago e a outra com o efeito de ondas num oceano. Durante a comemoração dos 35 anos em 2000, a marca ganhou um tom azulado, menos brilhoso, e seu reflexo tornou-se levemente simplificado A partir daí, também foi utilizado o Globo de vidro para toda a programação e para as vinhetas interprogramas.
Com os 40 anos em 2005, veio uma marca com tonalidade mais leve e clara. O uso de fundos pretos para o logo deixa de ser predominante, em prol de cores mais claras. O logotipo criado naquele ano também marcou os últimos momentos em que ele apresentava a tela 4:3, o mosaico com triângulos e as linhas do reflexo desde 1992, que sofriam modificações conforme a mudança do logotipo, mantendo o conceito original. A logomarca fez sua primeira aparição na virada do ano de 2004/2005, no palco da edição do Show da Virada daquele ano.
Em 2008, o logo se adapta à televisão digital, que foi implantada no Brasil no dia 2 de dezembro de 2007, com o formato da tela substituído de 4:3 para 16:9. Os triângulos do mosaico colorido da tela foram substituídos por linhas horizontais, formadas nas vinhetas por prismas triangulares. Os reflexos foram refeitos do zero; segundo Donner, eles representam a forma de um sorriso. A partir daí, passou a ser usado um logotipo único para as emissoras próprias da rede. Este também foi o último logotipo a apresentar o efeito metálico e as faixas coloridas estáticas desde 1986.
Em 2013, são criadas versões monocromáticas do logo de 2008 para as chamadas, cada uma variando segundo a atração anunciada.
Em 2014, a emissora passou por uma nova reformulação visual, em que as cores ganharam movimento dentro do globo e o cinza metálico foi substituído pelo branco.
Em 2015, em novas alterações, o branco fica límpido e perde reflexos internos.
Em 2021, a Globo adotou uma nova identidade visual, baseada na mistura de cores vívidas em degradê, para finalizar a unificação de algumas empresas do grupo — desejada desde o início da década de 2000 — e que começou a ser aderida nas plataformas digitais da emissora. Em 1.º de dezembro do mesmo ano, a rede lançou oficialmente novas versões do logotipo, conceituadas na mistura das cores brancas com fluorescentes em todo o globo.

### Slogan
Como forma de identificação, a TV Globo tem lançado desde o início da década de 1970 diversos slogans, sempre acompanhados do nome da emissora, mencionado antes ou após a frase de identificação propriamente dita, prática que permanece atualmente em institucionais.

## Estrutura e alcance

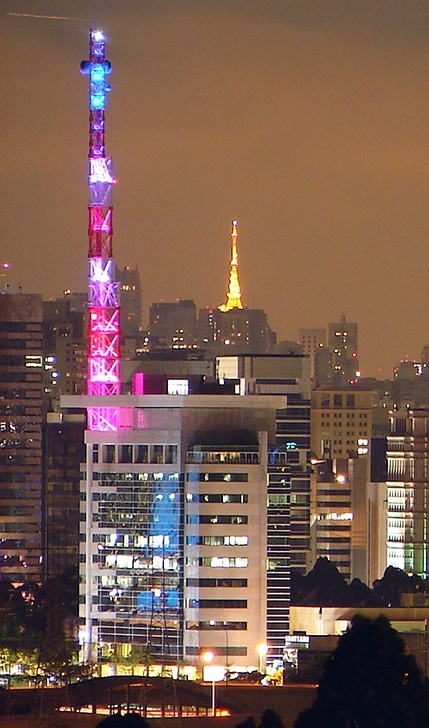
Edifício Jornalista Roberto Marinho, em São Paulo. O prédio integra 17 setores e abriga o departamento comercial da emissora.

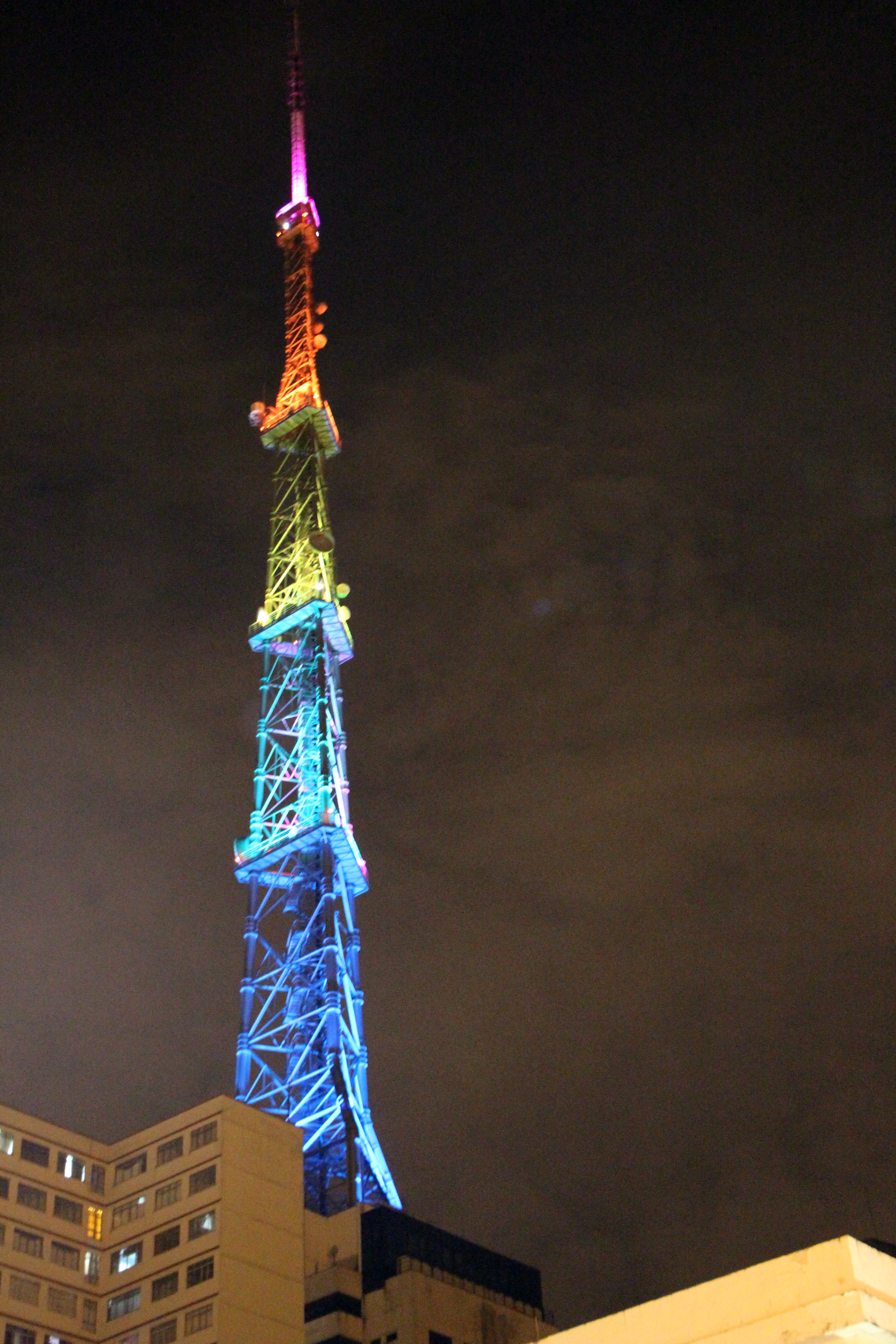
Torre da Globo na região da Avenida Paulista, em São Paulo

Desde janeiro de 2020 a TV Globo juntamente com o Canais Globo (antiga Globosat), Globo.com e DGCorp (Diretoria de Gestão Corporativa) passaram a ser uma empresa única, chamada Globo, subsidiaria do Grupo Globo, o maior conglomerado de mídia da América Latina.
Suas empresas associadas são: TV Globo Rio de Janeiro (emissora de televisão no Rio de Janeiro), TV Globo São Paulo (emissora de televisão em São Paulo), TV Globo Minas (emissora de televisão em Belo Horizonte), TV Globo Brasília (emissora de televisão em Brasília), TV Globo Pernambuco (emissora de televisão em Recife) e a TV Globo Internacional (difusão internacional).

### Sedes
A TV Globo tem o seu principal complexo de produção no Rio de Janeiro. Inaugurado em 1995, os Estúdios Globo (anteriormente chamado Projac e oficialmente chamado de Central Globo de Produção) é onde as suas telenovelas são produzidas e é um dos maiores centros de produção televisiva do mundo; atualmente, é o maior da América Latina.
No final da década de 1990, a Globo mudou parte de sua divisão de jornalismo, que engloba tanto as mesas de notícias, a equipe de produção e os estúdios, para São Paulo, no bairro da Vila Cordeiro. Entretanto, seus principais programas jornalísticos, como o Jornal Nacional e o Fantástico, bem como o seu próprio canal de notícias, a Globo News, continuam a ser transmitidos a partir da sede principal no Rio de Janeiro, onde a sede de notícias da Globo, a Central Globo de Jornalismo, está localizada.

### Cobertura nacional
A TV Globo é formada por 123 emissoras (sendo 6 emissoras próprias e 117 emissoras afiliadas), além da transmissão no exterior pela TV Globo Internacional e de serviço mediante assinatura no país. Seu sinal terrestre cobre 98,53% do território nacional, além de ter cobertura em 100% através de antena parabólica.

#### Cobertura terrestre
A emissora opera sua programação simultaneamente na televisão analógica e digital, em definição padrão e alta definição. Em 2 de dezembro de 2007, a TV Globo São Paulo deu início às transmissões em alta definição (1080i) na metrópole paulista. Em 2008, o sinal digital foi lançado pela TV Globo Minas no dia 25 de abril para Belo Horizonte, e pela TV Globo Rio de Janeiro no dia 16 de junho para a metrópole homônima. Em 2009, a TV Globo Brasília iniciou as transmissões digitais na capital federal no dia 22 de abril, e a TV Globo Nordeste inaugurou oficialmente o sinal digital no Recife em dia 15 de junho.

#### Cobertura via satélite
Em 1982, a emissora implantou a transmissão via satélite analógica para substituir as transmissões por microondas destinadas às afiliadas da rede de televisão e para atender as residências onde o sinal de TV aberta terrestre dessas afiliadas não chega, ou seja, fora das cidades e das concentrações urbanas.
Em março de 2010, a Rede Globo criou o sistema TV Digital Rural para substituir a transmissão analógica. Na fase inicial, a TVDR cobriu somente as áreas rurais do Rio de Janeiro. Os receptores do sistema TVDR têm sistema de acesso condicional e GPS para aplicar o bloqueio geográfico principalmente por motivos de direitos autorais, licenciamento e para não prejudicar as próprias afiliadas da rede de televisão.
Em 4 de novembro, entrou no ar o sucessor do sistema TV Digital Rural, o sistema SAT HD Regional, uma parceria de afiliadas da Rede Globo com uma companhia de eletrônicos especializada em receptores de antenas parabólicas. Inicialmente a programação regionalizada foi ao ar apenas nas cidades atendidas pela RPC TV Curitiba, com previsão de expansão para as localidades rurais mais afastadas dos sinais terrestres. Em 2022, o sistema SAT HD Regional passou a operar na banda Ku, pois a rede móvel 5G interfere em imagens e sons de receptores parabólicos da banda C. Cerca de 20 milhões de pessoas precisariam trocar os aparelhos. Cerca de metade dos usuários terão que pagar pelos novos equipamentos que suportarão a Banda Ku, já que a frequência atual destas antenas (a Banda C) será descontinuada em todo o país a partir de 31 de dezembro de 2025. Outras 10 milhões de pessoas, podem receber os equipamentos gratuitamente através de um consórcio formado por Claro, TIM e Vivo em ate 90 dias após a implementação da rede nos municípios.
A TV Globo encerrou as transmissões do sinal analógico via satélite em 18 de agosto de 2024, substituindo a programação dela por uma cartela informativa com orientações para os telespectadores sobre a troca do equipamento de recepção de sinal por satélite.
Em 30 de março de 2025, a TV Globo encerrou as transmissões do sinal digital via satélite na banda C para recepção direta pelo telespectador através do sistema SAT HD Regional, com o sinal permanecendo no ar codificado apenas para uso interno da rede de televisão.

### Audiência
Desde 2003, a audiência dos principais programas da TV Globo tem caído constantemente na medição do Ibope na Região Metropolitana de São Paulo: a audiência da novela das sete foi de 40 pontos para os atuais 23,0; a da novela das nove caiu de 67,5 para 34,0; a do Fantástico, de 46,6 para 19,7; a do futebol, de 47,1 para 21,0; e a do Jornal Nacional, de 46,7 para 25,0. Apesar disso, a emissora mantém, desde os anos 1970, a liderança isolada no segmento de televisão aberta no Brasil. O Ibope anual da emissora caiu de 21 pontos em 2003 para 14,4 em 2013 na Grande São Paulo, onde cada ponto representa 65 mil domicílios na região. Nacionalmente, onde cada ponto representa 217 mil domicílios, a emissora caiu de 22,7 pontos em 2003 para 16,4 em 2013. Em 2014, a emissora perdeu 5% da audiência, caindo para 13,5 pontos na média, passando para média de 15,1 pontos em 2015.

### Programação

#### Teledramaturgia

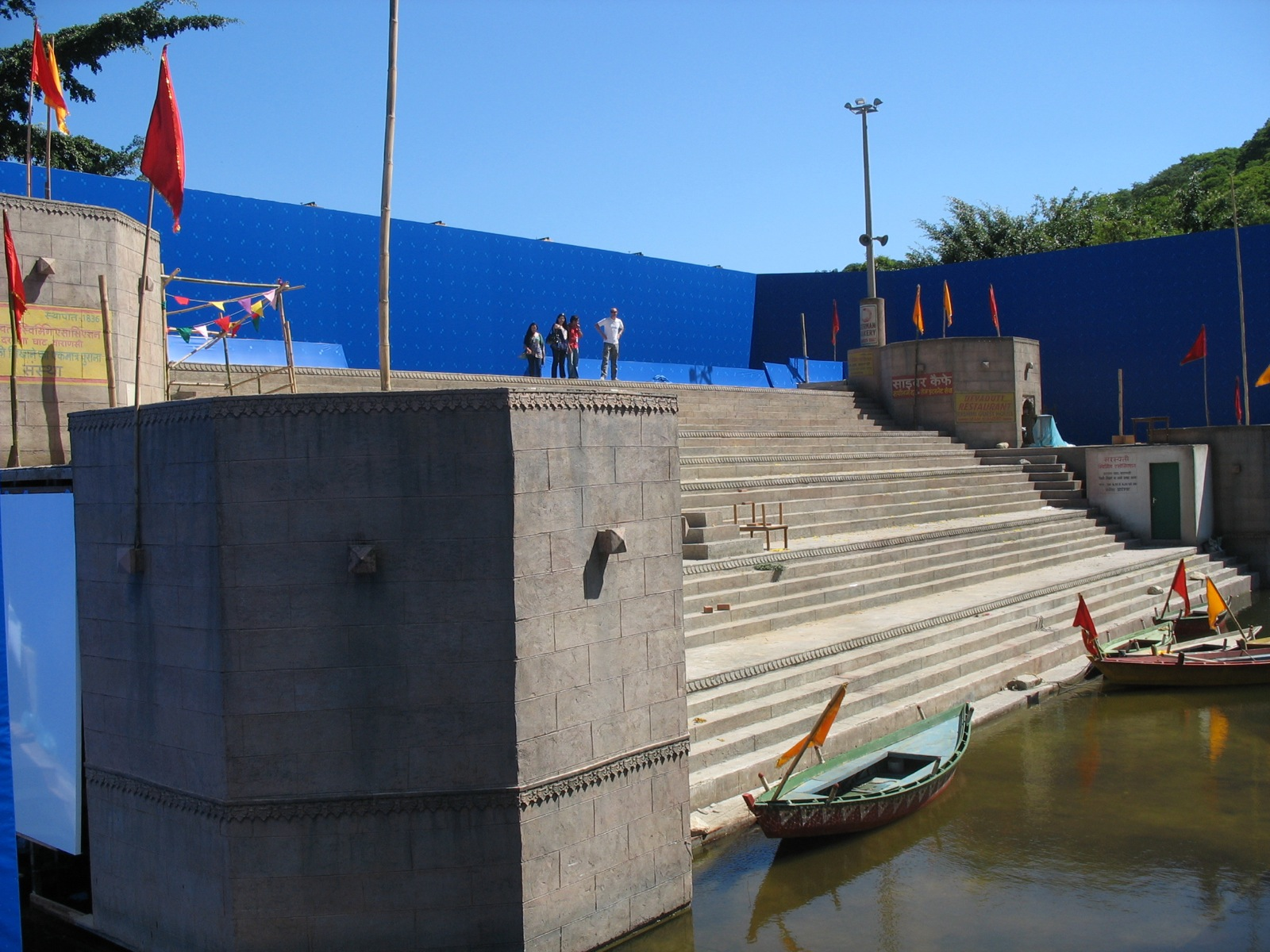
Reprodução do rio Ganges para a telenovela Caminho das Índias na cidade cenográfica do Projac (hoje Estúdios Globo), no Rio de Janeiro, o maior complexo televisivo da América Latina

A Globo possui em sua programação cinco horários destinados a telenovelas. Os três principais são os "das seis", que apresenta tramas com enredos simples e românticos, sendo de época e/ou regional, "das sete", com folhetins cômicos, e "das nove" (anteriormente conhecido como "das oito"), o de maior repercussão da televisão brasileira. Além destes há as faixas vespertinas de reprises: a de edições especiais de novelas das seis e das sete e a da sessão Vale a Pena Ver de Novo, com produções das oito/nove. Ainda no campo da teledramaturgia a emissora produz minisséries.
A medição do Instituto Brasileiro de Opinião Pública e Estatística (IBOPE) na Grande São Paulo mostra que as novelas da Globo perderam, entre 2004 e 2008, 26,19% dos telespectadores, embora a teledramaturgia da emissora ainda seja líder em audiência em seus horários de exibição.

#### Distribuição internacional
Fundada em 1999 e agora com mais de 620 mil assinantes, a TV Globo Internacional opera canais de televisão por satélite em todo o mundo, inclusive nas Américas, Oceania (mais especificamente na Austrália), Europa, Oriente Médio, África e Japão, trazendo uma mistura de entretenimento, notícias e programação esportiva provenientes dos canais TV Globo, GNT, Globo News, Viva, Futura e SporTV para brasileiros que moram no exterior e demais lusófonos. Duas fontes distintas alimentam a programação internacional ao vivo a partir do centro da rede de transmissão localizado no Rio de Janeiro, gerando o sinal da TV Globo Internacional Europa/África/Oriente Médio e da TV Globo Américas/Oceania.

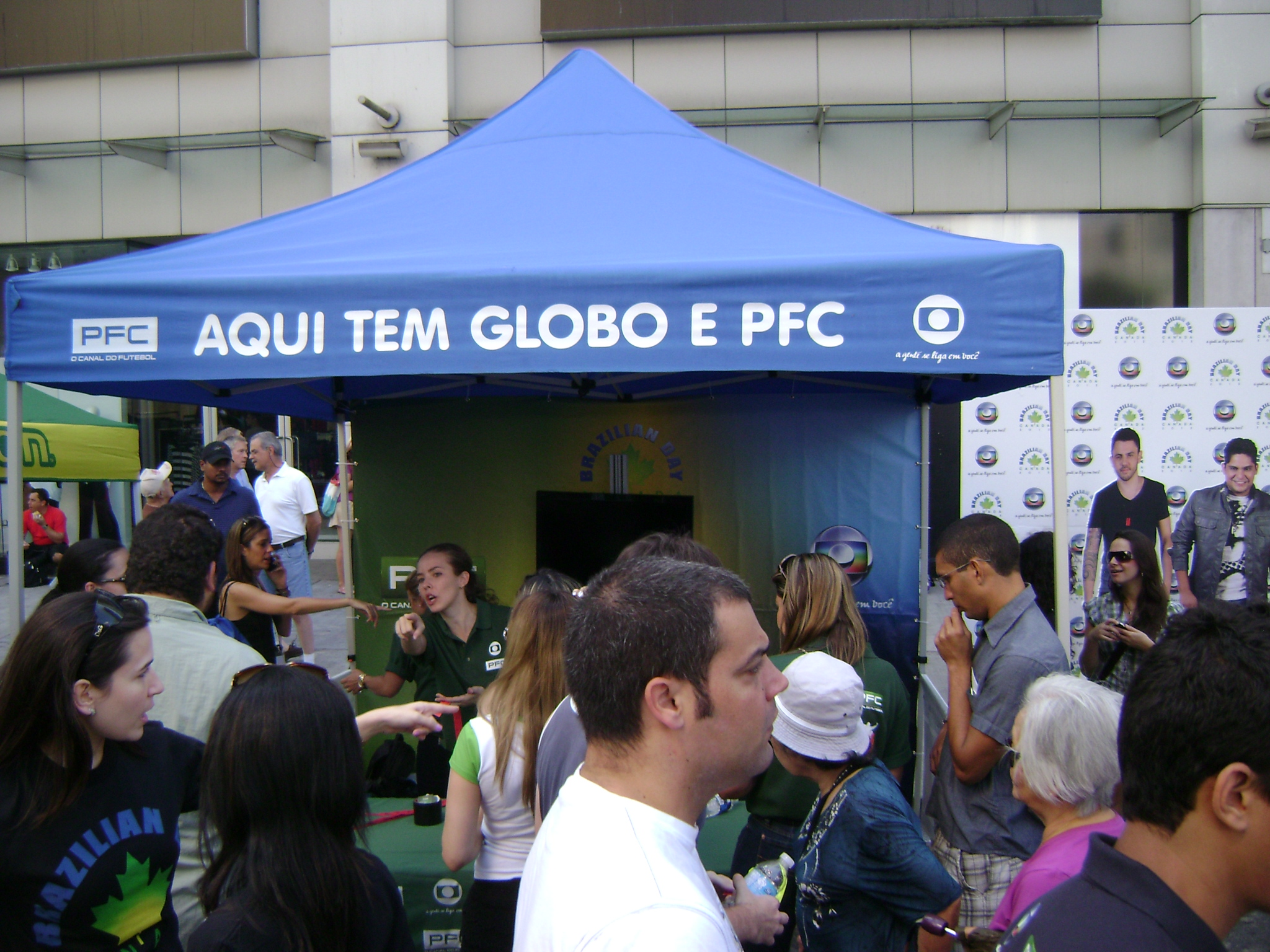
Barraca da Globo Internacional no Brazilian Day Canada 2012.

Um terço da TV Globo Internacional Ásia é originária do Japão pelo IPC e baseia-se em material gravado no início do dia da TV Globo Américas/Oceania, que é repetido em uma programação mais apropriada para o fuso horário do Extremo Oriente. Desde 2007, a TV Globo também opera um canal "premium" que se origina a partir de Lisboa, Portugal, chamado TV Globo Portugal. A programação da TV Globo Portugal difere da programação da TV Globo na Europa devido a acordos contratuais com outras redes de televisão portuguesas, principalmente a SIC, que detém direitos para transmitir primeiro parte da programação da TV Globo, como as novelas.
A TV Globo Internacional nos Estados Unidos é feita tanto pelo serviço de satélite (Dish Network, DirecTV, que também oferece o Premiere Futebol Clube, canal de futebol brasileiro dos Canais Globo) e por cabo (Comcast em Miami, Boston e Nova Jérsei; RCN em Boston e Atlantic Broadband em Atlanta). No Canadá, está disponível via Rogers Cable e pela NexTV, serviço de IPTV. No México e em outros países latino-americanos pode ser vista no satélite pela Sky. A TV Globo Internacional foi transmitida na Austrália e na Nova Zelândia através da UBI World TV até junho de 2012, quando a empresa encerrou as operações.
Em 2007, a TV Globo se juntou com a Telefé da Argentina para um "intercâmbio" entre os participantes dos reality shows Big Brother (do Brasil) e Big Brother (da Argentina). Em 21 de maio de 2009, houve uma parceria entre a Globo e a TV Azteca do México para iniciar a gravação de suas novelas no país. A aliança Globo-TV Azteca se iniciou a partir de uma terça-feira do dia 11 de maio de 2010 com a transmissão da novela A Favorita em espanhol no canal Azteca 13 às 12 horas. A partir de uma parceria entre Globo e a Telemundo dos Estados Unidos, estreou em julho de 2013 a versão hispânica de Fina Estampa, novela de Aguinaldo Silva que foi um sucesso de audiência no Brasil. A expansão da Telemundo deve representar também a expansão do público das telenovelas da rede, que hoje, já marcam presença em cem países. Ainda não se sabe, mas a Telemundo África poderá ser mais um canal para a chegada de novelas da TV Globo ao continente.

## Controvérsias

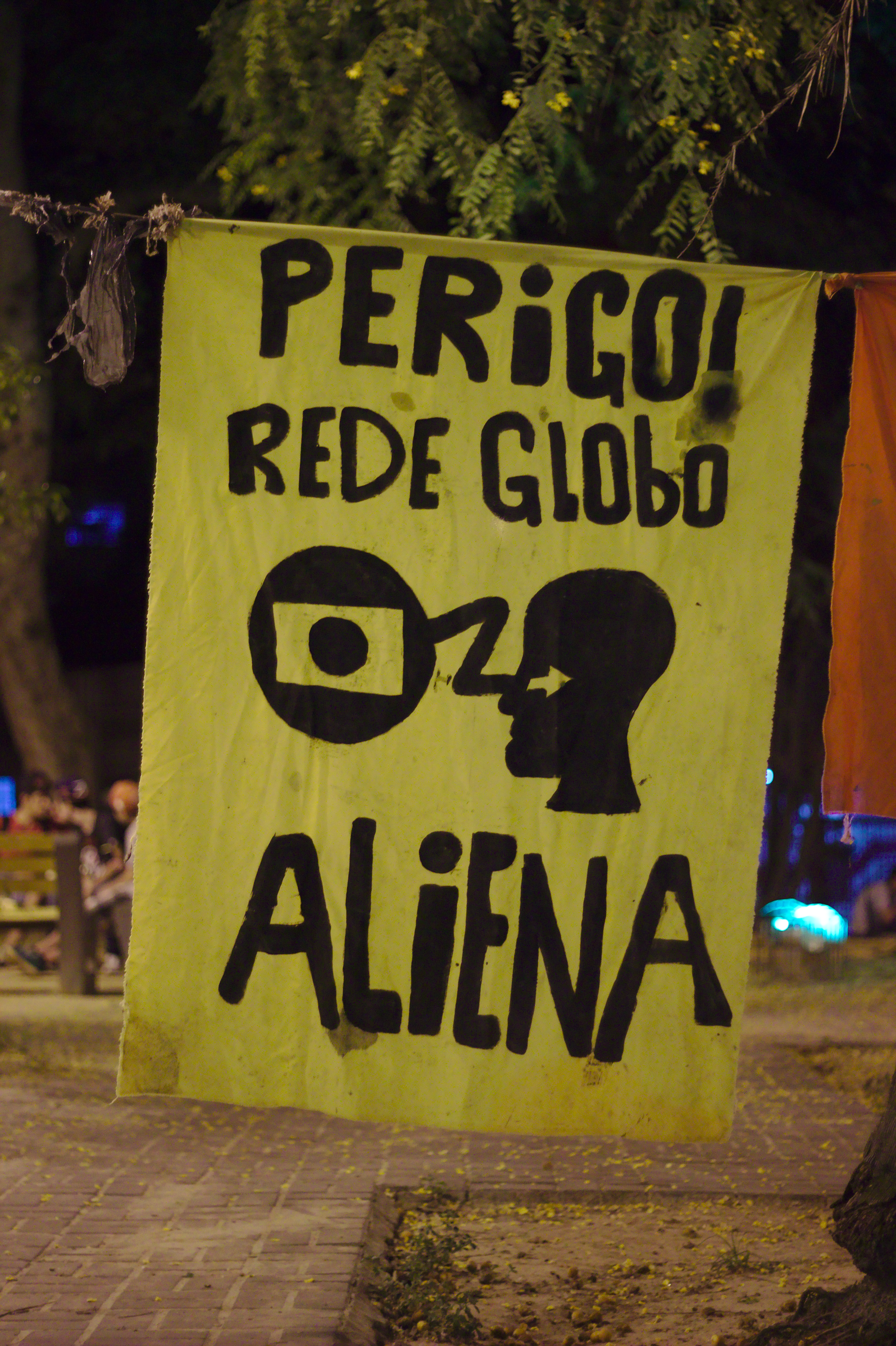
Bandeira criticando a emissora durante os protestos contra a Copa do Mundo em 2014.

A TV Globo possui um histórico de controvérsias em suas relações na sociedade brasileira, por ser o canal de televisão de maior audiência do Brasil, a emissora possui uma capacidade sem paralelo de influenciar a cultura e a opinião pública. Para o cientista político e jornalista Laurindo Leal Filho, o poderio da emissora pode ser observado em um fenômeno ainda pouco estudado: sua onipresença em locais públicos como bares, restaurantes e salas de espera de hospitais. Segundo ele, essa força faz com que a TV Globo seja um elemento capaz de desestabilizar a democracia.
A principal controvérsia histórica do Grupo Globo está justamente ligada ao apoio dado à ditadura militar brasileira e a censura nos noticiários da emissora dos movimentos pró-democracia. O regime, segundo os críticos da emissora, teria rendido benefícios ao grupo midiático da família Marinho, em especial para o canal de televisão que, em 1984, fez uma cobertura omissa das Diretas Já. A própria Globo reconheceu em editorial lido no Jornal Nacional, 49 anos depois e pressionada pelas manifestações de junho de 2013, que o apoio o golpe militar de 1964 e ao regime subsequente foi um "erro".
Em 1993 a rede de televisão britânica BBC, produziu o documentário Beyond Citizen Kane (Muito Além do Cidadão Kane), na produção o canal criticava seu fundador, Roberto Marinho pelo seu poder e papel na fundação da TV Globo e vínculos com a ditadura militar no período. A emissora foi à Justiça para impedir a sua exibição no Brasil, porém o tornou um viral na internet após a virada do século XXI. Em 2009, a Rede Record comprou seus direitos de exibição e passou a divulgar trechos em sua programação.
Desde o colapso da ditadura militar e o início da Nova República, a Globo foi acusada de influenciar nos resultados de diversos pleitos eleitorais. No final dos anos 1980, a emissora foi criticada devido à edição que promoveu do último debate entre os candidatos a presidente na eleição de 1989, o que teria favorecido Fernando Collor de Mello. No final da década de 1990, o Grupo Globo enfrentou diversos problemas financeiros que teriam sido aliviados pelo Estado apesar de se tratar de uma empresa privada. Durante o período, a emissora utilizou sua influência entre os políticos para conseguir mudar um artigo da Constituição Federal para permitir a entrada de 30% de capital estrangeiro nas empresas de mídia.

Manifestantes penduram efígie do ex-juiz Sergio Moro como "traidor" e protestam contra a TV Globo em frente ao prédio da 13.ª Vara da Justiça Federal, em São Paulo

Houve também várias críticas à forma como a Globo fez a cobertura das eleições gerais de 2006, por conta de acusações de que a emissora teria atuado para prejudicar a campanha do então presidente Luiz Inácio Lula da Silva à reeleição. Na época das eleições de 2010 a empresa retirou do ar sua campanha de comemoração de aniversário dos seus 45 anos, logo após o primeiro dia de veiculação, por receber acusações de estar fazendo uma "campanha subliminar" a José Serra, candidato a presidente pelo PSDB, também de número 45, o que foi negado pela emissora. Houve também controvérsia quanto como a Globo fez a cobertura do julgamento do caso conhecido como Mensalão, que coincidiu com as eleições municipais no Brasil em 2012. Durante todo o segundo turno o noticiário do mensalão foi apresentado pelo telejornal sempre logo após ao fim do horário eleitoral.

## Prêmios
Prêmio Vladimir Herzog de Reportagem de TV
| Ano  | Obra               | Veículo de mídia | Autor                                                                                 | Resultado |
| ---- | ------------------ | ---------------- | ------------------------------------------------------------------------------------- | --------- |
| 2013 | "Adoção irregular" | TV Globo         | José Raimundo e equipe: German Maldonado, Priscila Ladeia, Rildo Araújo e Robel Sousa | Venceu    |

Menção Honrosa do Prêmio Vladimir Herzog por Reportagem de TV
| Ano  | Obra          | Veículo de mídia | Autor | Resultado |
| ---- | ------------- | ---------------- | --- | --------- |
| 2013 | "SOS Criança" | TV Globo         | Marcelo Canellas e equipe: Alexandre Beltran, Fabio Ibiapina, Felipe Queiroz, Felippe Quaglio, Joelson Maia, Lorena Barbier, Lucio Alves, Renata Scholl, Vera Souto, Vivian Raffaeli e Wellington Walsechi. | Venceu    |